# Ballenstedt
Ballenstedt – miasto w Niemczech, w kraju związkowym Saksonia-Anhalt, w powiecie Harz. Jest położone ok. 10 km od miasta Quedlinburg oraz ok. 15 km od Aschersleben.
1 stycznia 2010 do miasta przyłączono gminę Radisleben, która stała się jego dzielnicą.

## Zabytki
- kościół św. Piotra w Ballenstedt-Opperode

## Burmistrzowie
| 1832–1841 Gottlieb Ulrich Schulze |
| 1841–1856 ... Fleischmann         |
| 1856–1859 August Reinhard         |
| 1860–1872 David Trolldenier       |
| 1872–1875 ... Fels                |
| 1876–1887 ... Hoffmann            |
| 1888–1918 Bruno Wendt             |
| 1918–1932 Moritz Markgraf         |
| 1933–1943 Friedrich Saalmann      |
| 1943–1945 Otto Bergmann           |
| 1945–1945 Dr. Werner Lauffer      |

| 1945–1946 Karl Adolphs               |
| 1950–1951 Rudi Ludwig                |
| 1951 Otto Jährling                   |
| 1951–1973 Rudolph Baender            |
| 1973–1984 Hannelore Albert-Lissowski |
| 1984–1988 Günter Warzügel            |
| 1988–1990 Helmut Dierks              |
| 1990–1990 Gerd Friedrich             |
| 1990–2001 Wolfgang Gurke             |
| 2001–2008 Wolfgang Schneider         |
| od 2008 Michael Knoppik              |

## Współpraca
Miejscowość partnerska:
- Kronberg im Taunus, Hesja

## Linki zewnętrzne

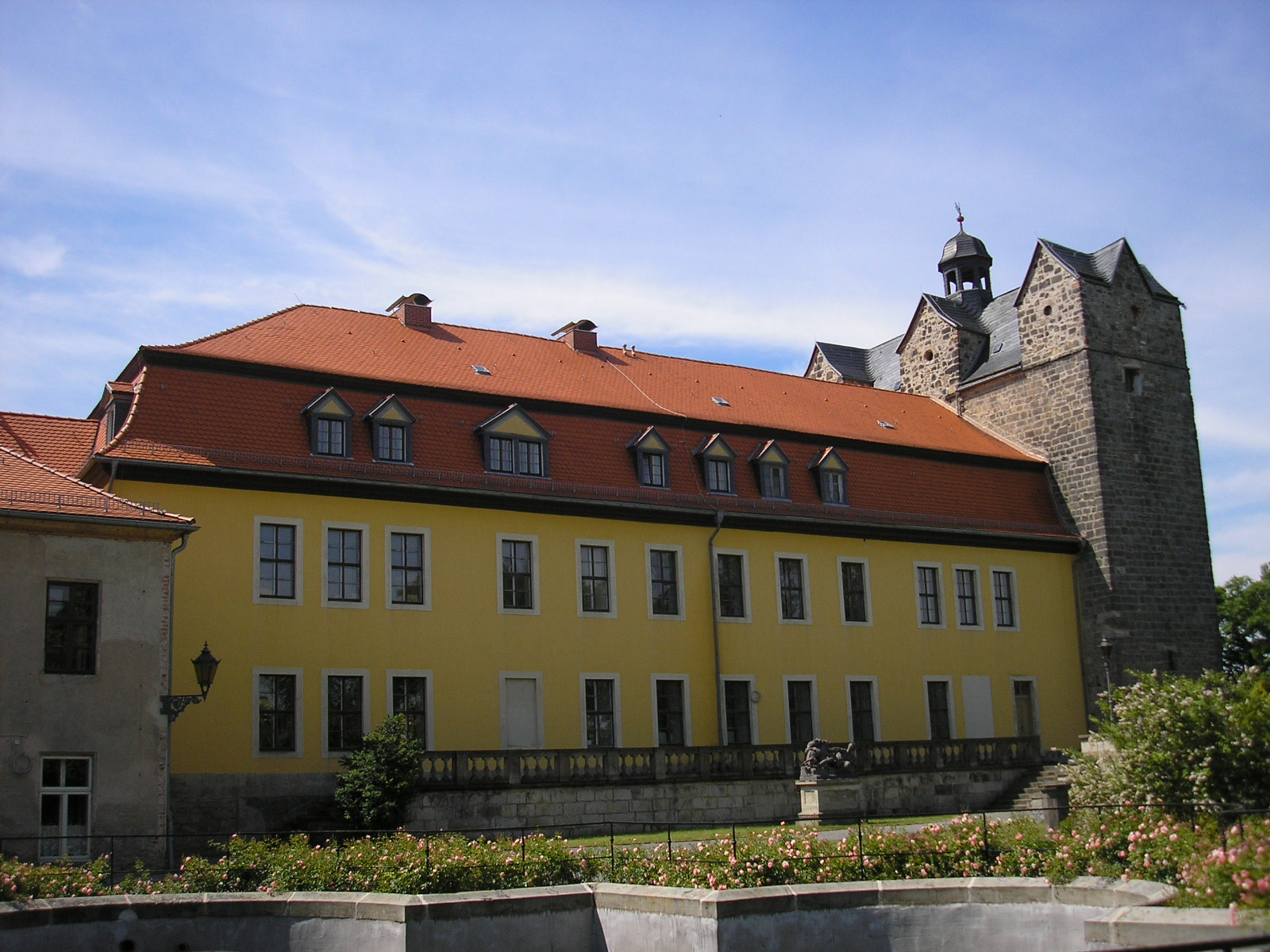
Zamek Ballenstedt

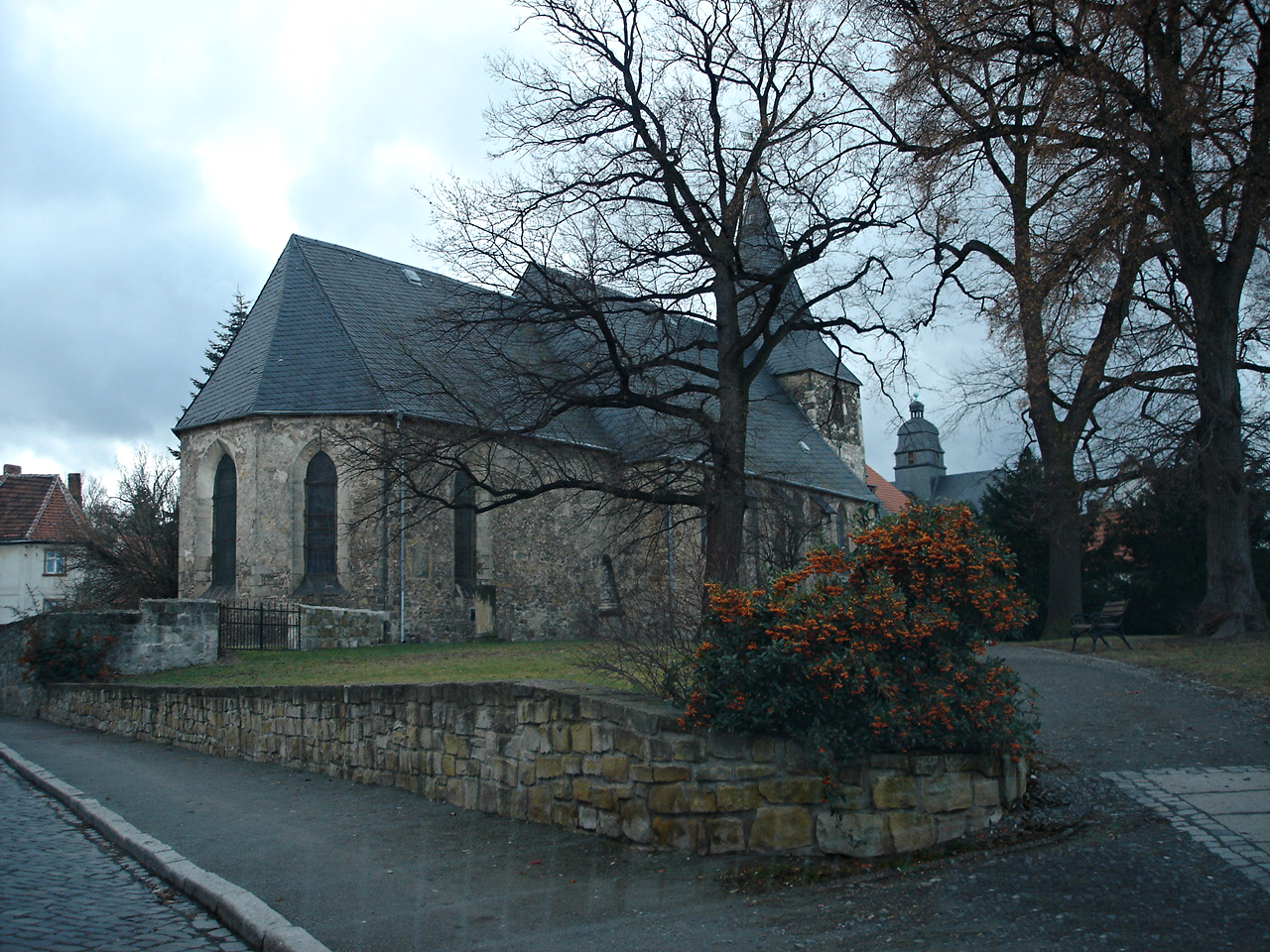
Kościół św. Mikołaja (St. Nicolai)